# 自律エージェント
自律エージェント（Autonomous Agent）とは、何らかの環境におかれたシステムであり、その環境を感知し、自身の内的方針に従って行動する存在。内的方針とは一種の衝動である（あるいはプログラムされた目的/目標）。エージェントは環境に変化を与えるよう行動し、それによって後に感知される環境に影響を与える。
生物以外の例としては、知的エージェント、自律ロボット、各種ソフトウェアエージェント、人工生命エージェント、多くのコンピュータウイルスなどがある。